# FC Twente in het seizoen 2014/15 (vrouwen)
Het seizoen 2014/2015 is het 8e jaar in het bestaan van de Enschedese vrouwenvoetbalclub FC Twente. De club kwam uit in de Women's BeNe League en heeft deelgenomen aan het toernooi om de KNVB beker.

## Wedstrijdstatistieken

### Women's BeNe League
|       | ADO Den Haag | AFC Ajax | RSC Anderlecht | Club Brugge | AA Gent | sc Heerenveen | Lierse SK | OH Leuven | PEC Zwolle | PSV/FC Eindhoven | Standard Luik | Telstar |
| ----- | ------------ | -------- | -------------- | ----------- | ------- | ------------- | --------- | --------- | ---------- | ---------------- | ------------- | ------- |
| Thuis | 1 – 2        | 0 – 1    | 3 – 0          | 5 – 0       | 2 – 1   | 3 – 0         | 3 – 0     | 2 – 0     | 5 – 0      | 4 – 0            | 1 – 1         | 2 – 1   |
| Uit   | 1 – 2        | 0 – 2    | 0 – 4          | 0 – 3       | 1 – 4   | 1 – 2         | 0 – 3     | 1 – 6     | 1 – 5      | 1 – 3            | 0 – 2         | 4 – 4   |

### KNVB beker
| Achtste finale                             | SV Saestum                                                | 1 – 4 (1 – 2)                     | FC Twente                                                                   |  |
| Plaats: Zeist Sportpark aan de Noordweg    | 34' Vanessa Susanna                                       |                                   | 17' Ellen Jansen 31' Maayke Heuver 85' Maud Roetgering (p) 88' Yana Daniëls |  |
| Kwartfinale                                | PSV/FC Eindhoven                                          | 0 – 2 (0 – 0)                     | FC Twente                                                                   |  |
| Plaats: Eindhoven De Herdgang              |                                                           |                                   | 60' Ellen Jansen 62' Jill Roord                                             |  |
| Halve finale                               | FC Twente                                                 | 2 – 2 (1 – 0, 2 – 2) (4 – 3 n.s.) | ADO Den Haag                                                                |  |
| Plaats: Hengelo FC Twente-trainingscentrum | 25' Maayke Heuver 69' Anouk Dekker                        |                                   | 55' Lineth Beerensteyn 57' Lineth Beerensteyn                               |  |
| Finale                                     | FC Twente                                                 | 3 – 2 (0 – 1)                     | AFC Ajax                                                                    |  |
| Plaats: Den Haag Kyocera Stadion           | 14' Shanice van de Sanden 45' Jill Roord 87' Ellen Jansen |                                   | 63' Chantal de Ridder 89' Kelly Zeeman                                      |  |

### Champions League
| 1e ronde                          | FC Twente                                               | 1 – 2 (0 – 2) | Paris Saint-Germain                                                            | Opstelling FC Twente |
| Plaats: Enschede De Grolsch Veste | Ellen Jansen 61' Maud Roetgering 74' Larissa Wigger 84' |               | 10' Kosovare Asllani 19' Shirley Cruz Traña 44' Laura Georges 65' Annike Krahn | Van Veenendaal, Worm, Roetgering, Kerkdijk, Dekker, Wigger, Munsterman ( 59' Heuver), Roord, Van de Sanden, Daniels, Jansen                            |
| 1e ronde                          | Paris Saint-Germain                                     | 1 – 0 (0 – 0) | FC Twente                                                                      | Opstelling FC Twente |
| Plaats: Parijs Stade Charléty     | Lindsey Horan 83' Kheira Hamraoui 48'                   |               | 41' Yana Daniels 45+1' Marthe Munsterman                                       | Van Veenendaal, Worm, Roetgering, Kerkdijk, Dekker, Wigger, Munsterman ( 46' Heuver), Roord, Van de Sanden ( 80' Napoli), Daniels ( 64' Anane), Jansen |

## Statistieken FC Twente 2014/2015

### Eindstand FC Twente Vrouwen in de Women's BeNe League 2014 / 2015
| Stand | Gespeeld | Gewonnen | Gelijk | Verloren | Punten | Doelpunten voor | Doelpunten tegen | Gele kaarten | Rode kaarten |
| ----- | -------- | -------- | ------ | -------- | ------ | --------------- | ---------------- | ------------ | ------------ |
| 2e    | 24       | 20       | 2      | 2        | 62     | 71              | 17               | 16           | 1            |

### Topscorers
| #                    | Naam                  | Goal |
| -------------------- | --------------------- | ---- |
| 1.                   | Anouk Dekker          | 14   |
| 1.                   | Ellen Jansen          | 14   |
| 2.                   | Jill Roord            | 13   |
| 3.                   | Shanice van de Sanden | 6    |
| 4.                   | Yana Daniëls          | 4    |
| 5.                   | Betty Anane           | 3    |
| 5.                   | Maayke Heuver         | 3    |
| 5.                   | Maud Roetgering       | 3    |
| 5.                   | Larissa Wigger        | 3    |
| 6.                   | Siri Worm             | 2    |
| 7.                   | Kirsten Bakker        | 1    |
| 7.                   | Danique Kerkdijk      | 1    |
| 7.                   | Marthe Munsterman     | 1    |
| 7.                   | Veronica Napoli       | 1    |
| 7.                   | Judith Westervelt     | 1    |
| Onbekende doelpunten |                       |      |
| –                    | Onbekend              | 1    |
| Totaal               | Totaal                | 71   |

| #      | Naam                  | Goal |
| ------ | --------------------- | ---- |
| 1.     | Ellen Jansen          | 3    |
| 2.     | Jill Roord            | 2    |
| 3.     | Yana Daniëls          | 1    |
| 3.     | Maayke Heuver         | 1    |
| 3.     | Maud Roetgering       | 1    |
| 3.     | Shanice van de Sanden | 1    |
| Totaal | Totaal                | 9    |

| #      | Naam         | Goal |
| ------ | ------------ | ---- |
| 1.     | Ellen Jansen | 1    |
| Totaal | Totaal       | 1    |

### Kaarten
| #      | Naam                  |    |
| ------ | --------------------- | -- |
| 1.     | Shanice van de Sanden | 3  |
| 2.     | Anouk Dekker          | 2  |
| 2.     | Felicienne Minnaar    | 2  |
| 2.     | Marthe Munsterman     | 2  |
| 2.     | Maud Roetgering       | 2  |
| 3.     | Yana Daniëls          | 1  |
| 3.     | Ellen Jansen          | 1  |
| 3.     | Jill Roord            | 1  |
| 3.     | Sari van Veenendaal   | 1  |
| 3.     | Larissa Wigger        | 1  |
| Totaal | Totaal                | 17 |

| #      | Naam        |   |
| ------ | ----------- | - |
| –      | Geen speler | 0 |
| Totaal | Totaal      | 0 |

| #      | Naam                |   |
| ------ | ------------------- | - |
| 1.     | Sari van Veenendaal | 1 |
| Totaal | Totaal              | 1 |